# Мария Мерседес
Мария Мерседес (на испански: María Mercedes) е мексиканска теленовела, режисирана от Беатрис Шеридан и продуцирана от Валентин Пимстейн за Телевиса през 1992 г. Това е оригинална история от Инес Родена, адаптирана от Карлос Ромеро.
В главните роли са Талия и Артуро Пениче, а в отрицателната - Лаура Сапата. Специално участие взема актьорът Фернандо Сиангероти.
Мария Мерседес е първата теленовела от т.нар. „Трилогия за Мария“, която се състои от Маримар и Мария от квартала.

## Сюжет
Мария Мерседес е скромно момиче, което подпомага сестра си Росарио, братята си Мемо и малкия Андресито, и баща си Мануел, алкохолик, който не работи и харчи всичките пари за порока си. Така Мария Мерседес е принудена да работи на няколко места, за да издържа финансово семейството си. Майка ѝ напуска дома, докато Мария Мерседес е още дете. Мария Мерседес продава лотарийни билети по ъглите, за да изхранва семейството си, въпреки че те са неблагодарни към нея. Сантяго де Олмо е богат човек, който умира, но не може да го направи в мир, знаейки, че леля му Малвина, алчна жена и двете ѝ деца, също толкова зли, колкото майка си, Хорхе Луис и Дигна, ще останат наследници на състоянието му. Сантяго предлага брак на Мария Мерседес, за да остане тя негова наследница. Малвина прави живота на Мария Мерседес нещастен, а момичето се влюбва в Хорхе Луис. Противопоставяйки се на връзката на сина ѝ с Мария Мерседес, Малвина прави опити да я убие, но всичките са неуспешни.

## Актьори
Част от актьорския състав:
- Талия – Мария Мерседес Муньос Гонсалес де Дел Олмо
- Артуро Пениче – Хорхе Луис Дел Олмо Морантес
- Лаура Сапата – Малвина Морантес вдовица де Дел Олмо
- Габриела Голдсмит – Мария Магнолия Гонсалес де Мансия
- Кармен Амескуа – Дигна Дел Олмо Морантес
- Кармен Салинас – доня Филогония
- Фернандо Сиангероти – Сантяго Дел Олмо
- Фернандо Колунга – Чичо
- Марикрус Нахера – Нана Крус
- Карла Алварес – Росарио Муньос Гонсалес
- Мече Барба – доня Чонита
- Роберто „Флако“ Гусман – Тео
- Аурора Молина – доня Наталия
- Вирхиния Гутиерес – доня Бланка Саенс
- Хайме Лосано – д-р Диас
- Енрике Марине – Гилермо Муньос Гонсалес
- Хулио Уруета – Наполеон

## Премиера
Премиерата на Мария Мерседес е на 14 септември 1992 г. по Canal de las Estrellas. Последният 82. епизод е излъчен на 5 януари 1993 г.

## Адаптации
Мария Мерседес е базирана върху радионовелата Enamorada, създадена от Инес Родена. Върху същата са създадени и следните адаптации:
- Теленовелата La italianita, продуцирана за RCTV (Венецуела) през 1973 г., режисирана от Хуан Ламата. С участието на Марина Баура и Елио Рубенс.
- Теленовелата Rina, продуцирана за Телевиса (Мексико) през 1977 г. от Валентин Пимщейн. С участието на Офелия Медина и Енрике Алварес Феликс.
- Теленовелата Rubí rebelde, продуцирана за RCTV (Венецуела) през 1989 г., режисирана от Ренато Гутиерес. С участието на Мариела Алкала и Хайме Араке.
- Теленовелата Невинната ти, продуцирана за Телевиса (Мексико) и Фоновидео (САЩ) през 2004 г. от Натали Лартио. С участието на Камила Соди и Валентино Ланус
- Теленовелата Maria Esperança, продуцирана за SBT (Бразилия) през 2007 г. от Енрике Мартинс. С участието на Барбара Пас и Рикардо Рамори.
- Теленовелата María Mercedes, продуцирана за ABS-CBN (Филипини) през 2013 г. от Джак Куенка. С участието на Джеси Мендиола и Джейсън Абалос.